# День и ночь (фильм)
«День и ночь» (фр. Le Jour et la Nuit, англ. Day and Night) — французский фильм писателя и философа Бернар-Анри Леви с Аленом Делоном и Ариэль Домбаль в главных ролях.

## Сюжет
Персонаж Делона — популярный в прошлом французский писатель Александр, теперь живущий на гасиенде в Мексике. Вместе с ним живёт его жена, Ариана, с которой у него уже давно разладились отношения, вулканолог Карло, не скрывающий любовной связи с Арианой, Соня, подруга молодости Александра, и Люсьен, его секретарь. На один день к нему из Парижа приезжает кинопродюсер Филиппи, чтобы подписать контракт на экранизацию первого романа Александра, а с ним — Лаура, которая будет исполнять главную роль. В тот же день к нему прибывает Кристобаль, в прошлом испанский коммунист, а теперь главарь банды, занимающийся экспроприацией земли у местных крестьян.
День насыщен событиями — полёты на воздушных шарах, гроза, землетрясение, боксёрский поединок между Александром и Карло, выяснение отношений между героями фильма. Александр несколько раз меняет решение, стоит ли ему соглашаться на экранизацию романа, ведь он во многом автобиографичен.
Наконец он соглашается, более того, решает написать новый роман, лучше всех предыдущих. Но наутро следующего дня судьба распоряжается иначе — Лаура погибает в перестрелке между бандой Кристобаля и сельскими революционерами, Александр, узнав об этом, поднимается на воздушном шаре и поджигает его.

## Создание фильма
Сценарий фильма Бернар-Анри Леви написал совместно с редактором журнала Le Point (в котором Леви имеет свою колонку) Жаном-Полем Энтовеном, диалоги мексиканцев на испанском языке написал Гваделупе Лоаеса. Главные роли исполнили Ариэль Домбаль, жена Леви; Ален Делон, для которого это был первый фильм за три года и последний кинофильм, в котором он сыграл главную роль; Лорен Бэколл, для которой это был первый неанглоязычный фильм.
В фильме развиваются три основные темы. По замыслу автора это должна была быть простая и красивая история любви. Параллельно Леви излагает свою версию легенды о Фаусте, человеке, продавшем свою душу. Под душой здесь подразумевается книга, роман, написанный не для продажи, а передающий сугубо личные переживания его автора; дьявол же в этой трактовке — киноиндустрия, превращающая это в товар. Третья тема — крестьянские бунты в мексиканском штате Чьяпас, последний из которых произошёл в 1994 году.
Бюджет фильма был достаточно большой (точная сумма не разглашается), и был профинансирован Андре Леви, отцом режиссёра, и Франсуа Пино, французским мультимиллиардером.
Съёмки проходили в мексиканских штатах Морелос и Герреро в течение 11 недель в 1996 году.

## В ролях
- Ален Делон — Александр
- Ариэль Домбаль — Лаура
- Лорен Бэколл — Соня
- Марианн Деникур — Ариана
- Ксавье Бовуа — Карло
- Карл Зеро — Филиппи
- Франсиско Рабаль — Кристобаль
- Жан-Пьер Кальфон — Люсьен

## Отзывы критиков
Премьера фильма состоялась на 47-м Берлинском международном кинофестивале в феврале 1997 года. Фильм получил резко отрицательные отзывы критиков, некоторые, например журнал Cahiers du cinéma называли его худшим фильмом в истории кинематографа.
Оценки зрителей оказались полярными — из 47 посетителей сайта AlloCiné, написавших рецензии, 66 % поставили оценку «0» (), 21 % сочли фильм шедевром (). Посетители сайта IMDB оценили фильм в среднем 1,8 из 10, а Rotten Tomatoes — в 1,4 из 10.